# Premio Pulitzer 1943
Quella del 1943 fu la ventisettesima assegnazione dei Premi Pulitzer e vide il conferimento di tredici premi in quattordici categorie, otto relative al mondo del giornalismo e sei relative al mondo della letteratura, della drammaturgia e, per la prima volta, della musica.

## Giornalismo
- Pubblico servizio:

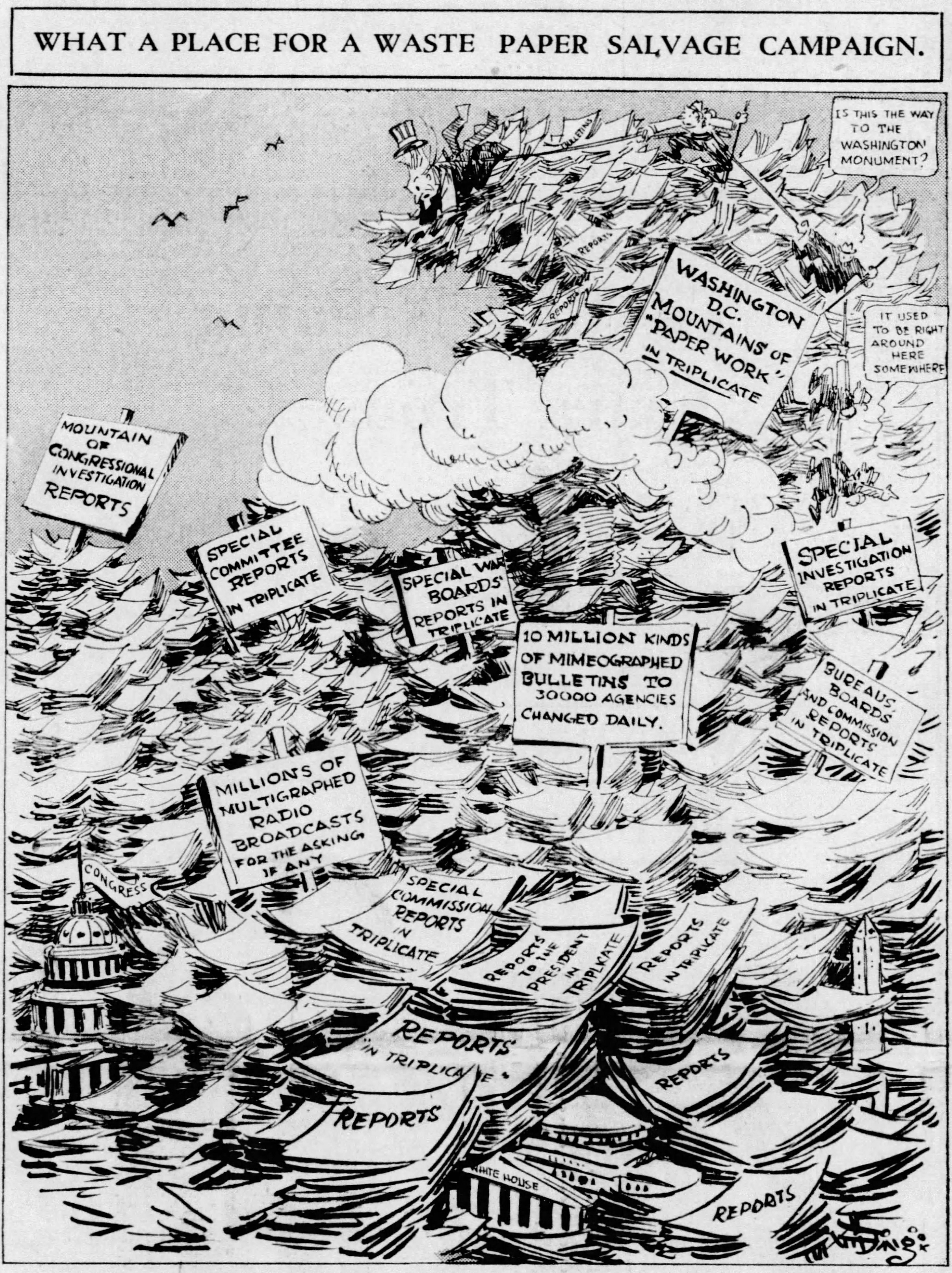
What a Place For a Waste Paper Salvage Campaign, vincitrice del premio per la miglior vignetta editoriale

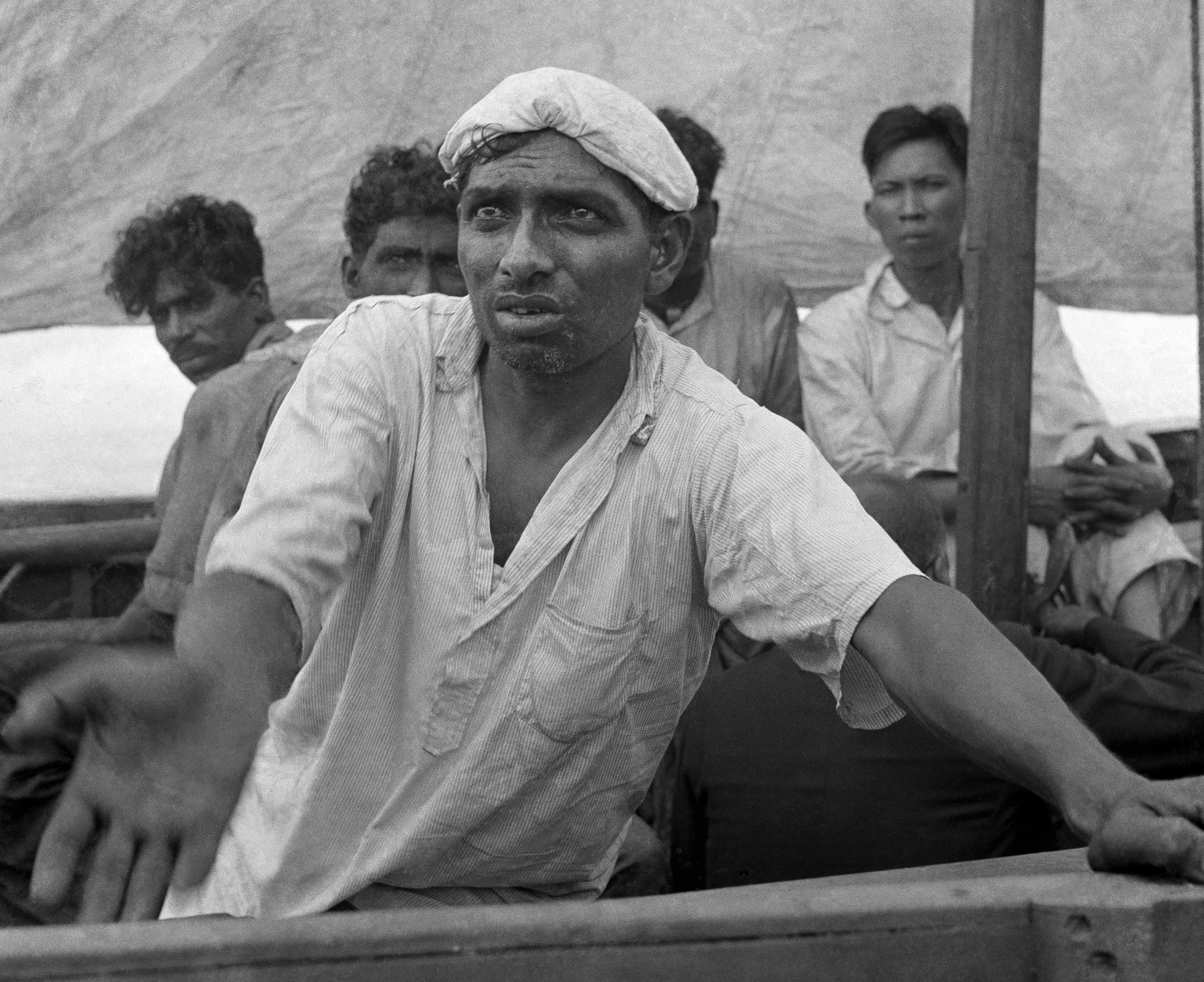
Water!, la fotografia vincitrice del Premio Pulitzer 1943 per la fotografia

  - Omaha World-Herald, per lo spirito d'iniziativa e l'originalità nel pianificare una campagna a livello statale per la raccolta di rottami metallici utili lo sforzo bellico. Il piano del Nebraska fu poi adottato su scala nazionale dai quotidiani, dando vita a uno sforzo congiunto che riuscì a fornire alle industrie belliche il rottame necessario.[2]
- Giornalismo:
  - George Weller, del Chicago Daily News, per l'articolo "Doc" Lipes Commandeers a Submarine Officers' Wardroom", il suo vivido racconto di come un farmacista di bordo della Marina degli Stati Uniti d'America, ha eseguito un'appendicectomia, in acque nemiche e a bordo di un sottomarino, salvando la vita di un marinaio.
- Corrispondenza:
  - Hanson W. Baldwin, del The New York Times, per il suo resoconto dal teatro di guerra dell'Pacifico sud-occidentale.[3]
- Giornalismo telegrafico nazionale:
  - Non assegnato.
- Giornalismo telegrafico internazionale:
  - Ira Wolfert, della North American Newspaper Alliance, per la sua serie di tre articoli sulla quinta battaglia delle isole Salomone.
- Editoriale:
  - Forrest W. Seymour, del Register and Tribune, per i suoi editoriali pubblicati durante l'anno solare 1942.
- Vignetta editoriale:
  - Jay Norwood Darling, del Register and Tribune, per la vignetta What a Place For a Waste Paper Salvage Campaign.
- Fotografia:
  - Frank Noel, della Associated Press, per la fotografia Water!, ritraente un marinaio disperato in fuga dall'invasione giapponese di Singapore su una scialuppa di salvataggio.

## Letteratura, drammaturgia e musica
- Romanzo:
  - Dragon's Teeth, di Upton Sinclair (Viking Press).
- Drammaturgia:
  - The Skin of Our Teeth, di Thornton Wilder (Harper)
- Storia:
  - Paul Revere and the World He Lived In, di Esther Forbes (Houghton).
- Biografie o Autobiografie:
  - Admiral of the Ocean Sea, di Samuel Eliot Morison (Little).
- Poesia:
  - A Witness Tree, di Robert Frost (Holt).
- Musica:
  - Secular Cantata No. 2: A Free Song, di William Schuman. Eseguita dalla Boston Symphony Orchestra e pubblicata dalla G. Schirmer, Inc..[4]